# Al Milah (huyện)
Huyện Al Milah là một huyện thuộc tỉnh Lahij, Yemen. Đến thời điểm năm 2003, huyện này có dân số 27636 người